# Jonesville (Wirginia)
Jonesville – miasto w Stanach Zjednoczonych, w stanie Wirginia, siedziba administracyjna hrabstwa Lee.